# Burgstall Göbelsbach
Der Burgstall Göbelsbach  ist eine abgegangene mittelalterliche Niederungsburg in Göbelsbach, einem Gemeindeteil der Stadt Pfaffenhofen an der Ilm im Landkreis Pfaffenhofen an der Ilm von Bayern. Die Anlage wird als Bodendenkmal unter der Aktennummer D-1-7434-0161 als „Burgstall des Mittelalters“ geführt.

## Geschichte
Als erste Besitzer von Gepoltsbach werden die Herren von Gepoltsbach genannt. Conrad von Wildenwart, der im Besitz von Euernbach war, ehelichte 1287 Katharina von Gepoltsbach und so gelangte Göbelsbach in den Besitz des Wildenwarters. In der Folge teilt die Hofmark die Geschichte von Schloss Euernbach.

## Lage
Der Burgstall liegt in Niederungslage auf 443 m ü. NHN unmittelbar südlich Pfarrkirche St. Vitus in Göbelsbach. Im Urkataster von Bayern ist eine etwa runde Anlage mit 40 m Durchmesser und eine Randböschung zu sehen. Heute ist davon nichts mehr zu erkennen, denn die Anlage ist durch mehrere Gebäude modern überbaut.